# Therese Rajaniemi
Eva-Therese Birgitta Rajaniemi, född 21 december 1964 i  Hofors, är en svensk inköpschef och politiker. 

## Biografi
Therese Rajaniemi blev 1996 känd för sitt engagemang mot försämringar i arbetslöshetskassan, till exempel den föreslagna sänkningen av arbetslöshetsersättningen och mot förslagen om försämrad arbetsrätt. Rajaniemis demonstrationer var finansierade av Svenska Transportarbetareförbundet och fick ett så betydande genomslag i riksmedia att den socialdemokratiska regeringen drog tillbaka sitt förslag om den bortre parentesen i arbetslöshetskassan. LO sanktionerande de fackliga upproren för att senare dra sig tillbaka.
Under år 1996 var både hon och hennes man arbetslösa. I egenskap av styrelseledamot/studieorganisatör i Transportarbetarförbundets avdelning 11 i Gävle fick hon i uppdrag av styrelsen att anordna demonstrationer mot sänkt arbetslöshetskassa och försämrad arbetsrätt. Media har i efterhand kritiserats för hur man framställde Rajaniemis demonstrationer, det vill säga som en enskild individs kamp istället för att redogöra för att det var på uppdrag av facket. År 2004 ställde hon upp till val på EU-motståndarnas tvärpolitiska lista som kandidat nr 2. Detta upprörde Socialdemokraternas arbetarekommun i Hofors och hon uteslöts lokalt. Partiledaren Göran Persson (S) beslöt dock att Rajaniemi inte skulle uteslutas och hon förblev medlem på central nivå i (S).
Rajaniemi lämnade socialdemokraterna och blev senare medlem i vänsterpartiet. Efter några år lämnade hon alla förtroendeuppdrag för V inom Hofors kommun, där hon var ledamot i barn- och utbildningsnämnden, ersättare i kommunfullmäktige samt ledamot i arbetarekommunens styrelse. Hon är aktiv inom nätverket Välfärdsmanifestationen.
Hon omskolade sig till programmerare och var under en tid administratör för webbsidan Webring - Svensk Politik på nätet, men har även arbetat som lärarvikarie, webbdesigner, egen företagare och är numer inköpschef vid ett företag i Karlskoga.
Therese Rajaniemi har suttit i melodifestivalens urvalsjury 2014 för låtar som valts till melodifestivalen 2015. Hon har även uppdrag som SR Örebro melodifestivalambassadör där hon medverkar på P4 Boulevard Örebro varje måndag efter delfinalerna.

## Utmärkelser
- Hedersmedlem av National Jobs for All Coalition[9]